# Penujak
Penujak is een plaats in Indonesië, gelegen op het eiland Lombok. 
De plaats is bekend vanwege de productie van potten. 